# Pávaszemes gyík

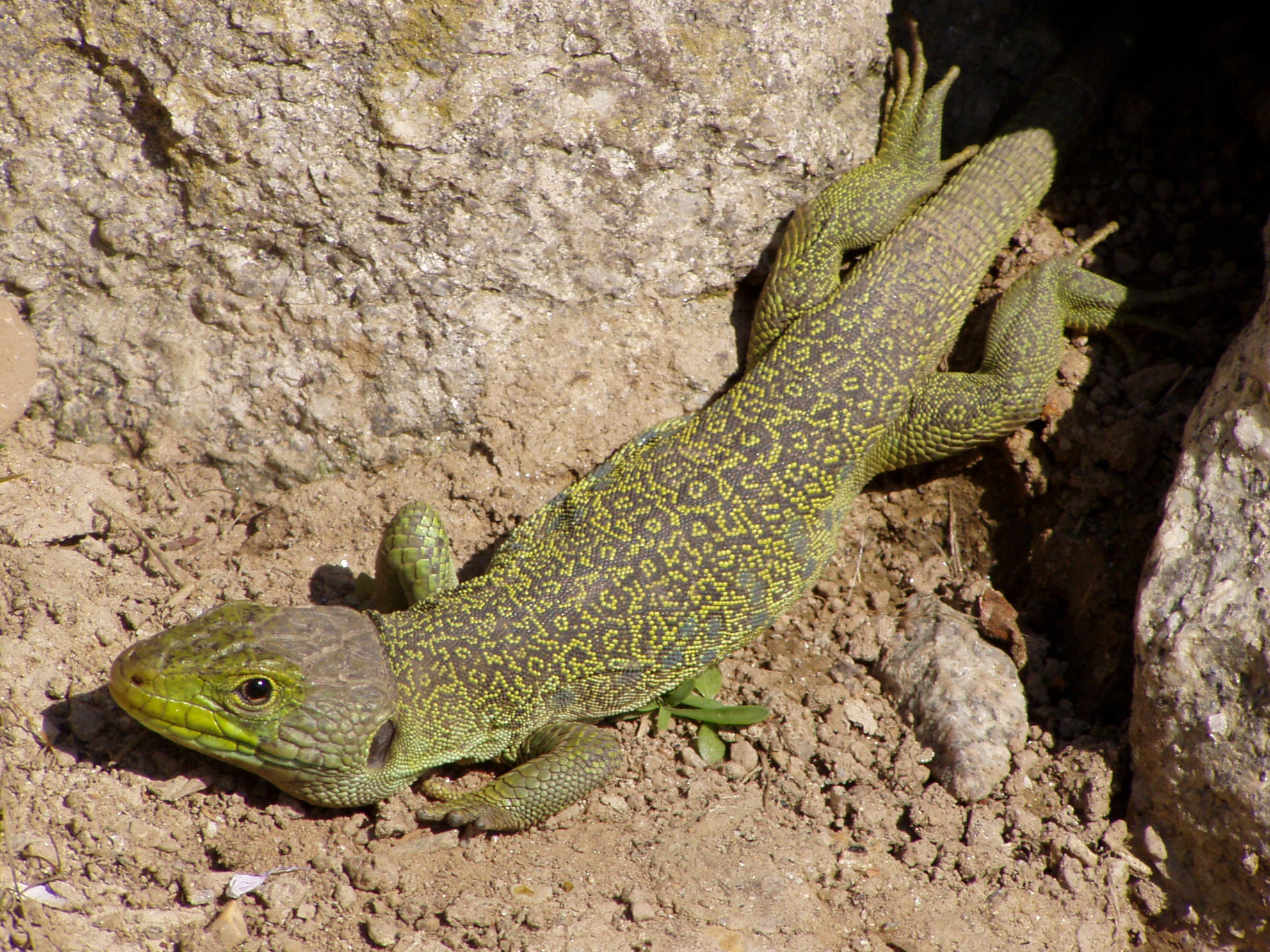

A pávaszemes gyík (Timon lepidus vagy Lacerta lepida) a  hüllők (Reptilia) osztályába, a pikkelyes hüllők (Squamata) rendjébe és a nyakörvösgyíkfélék (Lacertidae) családjába tartozó faj.

## Elterjedése, előfordulása
Spanyolország, Portugália, Északnyugat-Olaszország és Dél-Franciaország területén honos. A természetes élőhelye száraz, bokrosok, szőlőskertek és olajfaligetek.

## Alfajai
- Timon lepidus lepidus
- Timon lepidus ibericus
- Timon lepidus nevadensis
- Timon lepidus oteroi

## Megjelenése
Erőteljes felépítésű gyík, a legnagyobb európai gyíkfaj. A nagyobb hímek 60–80 cm-esek is lehetnek. Színük változó, általában zöld, hátukat fekete hálózatos vagy kacskarigós minta díszíti. Testoldalán 3-4 sorban nagy, fekete keretes kék szemfoltok sorakoznak. Éles fogai vannak amivel súlyos sebet tud okozni. Éles hegyes karmaival is védekezik.

## Életmódja
A pávaszemes gyík az ember elől igyekszik elmenekülni, de a kutyákkal, macskákkal bátran szembe fordul, beleharap az orrukba vagy a mellükbe, s ezzel megfutamítja őket. Ha ügyetlenül fogják meg az embert is megharapja. Étrendje nagyobb rovarok, főleg bogarak, kifosztja a madarak fészkét, és néha kisebb hüllőkkel, békákkal és kisemlősökkel táplálkozik. Gyümölcsöt és egyéb növényi anyagokkal is táplálkozik, főleg a száraz területeken. Rendszerint egy-egy odvas fa körül szaladgál, ha üldözik, eltűnik az üregben, de azonnal megfordul, és feje előbukkan az odú nyílásában. Ügyesen kúszik a fák ágain is. Ha oda üldözik, leveti magát a földre, és valamilyen lyukban keres menedéket.

## Tartása
Nagyon hálás terráriumi állat, könnyen tartható és hosszú életű. Szinte bármilyen felkínált táplálékot elfogad, rovaroktól kezdve a gyümölcsökig. Az egészséges életritmus fenntartása érdekében teleltetést igényel. Terráriuma – méretéből adódóan – minél nagyobb legyen, egy búvóhely és egy napozóhely kialakításával.